# Night Key
Night Key – amerykański film kryminalny z 1937 roku.

## Treść
Wynalazca alarmu antywłamaniowego próbuje zemścić się na człowieku, który ukradł zyski z jego wynalazku.

## Obsada
- Boris Karloff - David Mallory
- Warren Hull - Jimmy Travis
- Jean Rogers - Joan Mallory
- Alan Baxter - "The Kid"
- Samuel S. Hinds - Stephen Ranger
- Hobart Cavanaugh - "Petty Louie"
- David Oliver - "Mike"
- Ward Bond - "Fingers"
- Frank Reicher - Carl
- Edwin Maxwell - Kruger